# Igor Kitzberger
Igor Kitzberger (24. května 1963 Nový Jičín – 30. dubna 2025 Rožnov pod Radhoštěm) byl český sochař a umělecký kovář.

## Život
Igor Kitzberger byl synem uměleckého kováře Václava Kitzbergera. Vystudoval Střední uměleckoprůmyslovou školu v Turnově (1978–1982), obor umělecký kovář. Poté v letech 1984 až 1990 sochařství na Vysoké škole výtvarných umění v Bratislavě v ateliéru akademického sochaře Jána Kulicha. Absolvoval studijní pobyty v Itálii.
Igor Kitzberger se věnoval figurálnímu a reliéfnímu sochařství, jeho sochy často zachycují postavy v pohybu. Od roku 1990 vytvářel zejména plastiky z oceli nebo bronzu. Účastnil se mezinárodních setkání uměleckých kovářů Hefaiston na hradě Helfštýn u Lipníka nad Bečvou, pro který vytvořil mj. sochu italského houslisty Paganiniho nebo J. A. Komenského.
Jeho díla jsou zastoupena ve sbírkách v Česku, ale i v Evropě, USA, Indii nebo Japonsku. Realizoval řadu samostatných i kolektivních výstav.
Dne 30. dubna 2025 spáchal ve věku 61 let sebevraždu.

## Osobní život
Jeho manželkou byla akad. architektka Ingrid Kitzbergerová, s rodinou žil v Rožnově pod Radhoštěm.